# Église Saint-Coloman de Schwangau
L'église baroque de Saint-Coloman est indissociable du paysage de Schwangau, avec le château de Neuschwanstein en arrière-plan. Sous sa forme actuelle, elle date du XVIIe siècle. Elle est nommée d'après saint Coloman, pèlerin irlandais qui a séjourné à cet endroit durant l'été 1012.

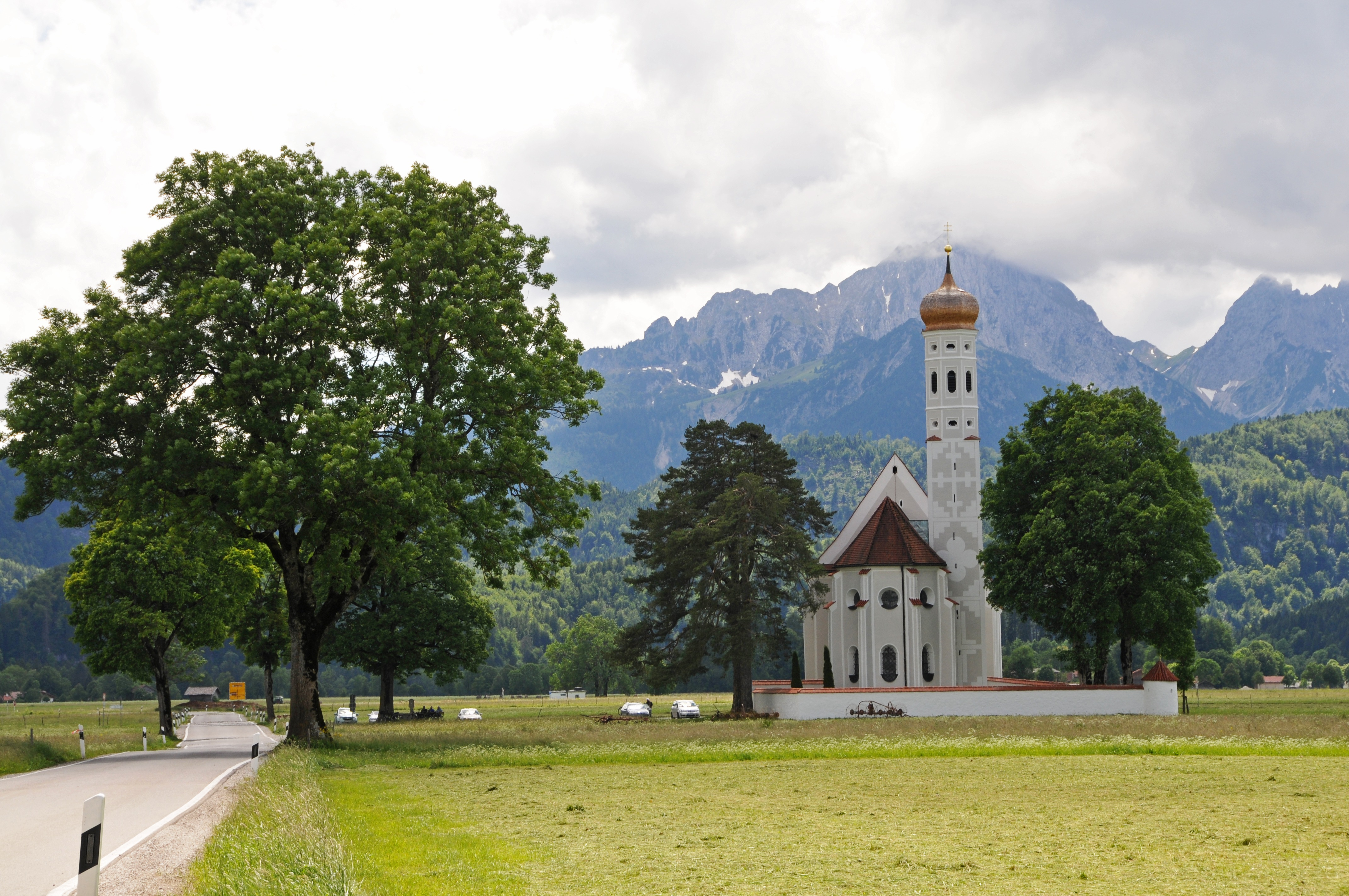
L'église Saint-Coloman après rénovation à l'occasion du 1000e anniversaire de la mort de saint Coloman (1012-2012).